# Balranald
 (juin 2021).
Balranald (/bælˈrænəld/) est une petite ville australienne située dans la zone d'administration locale du comté de Balranald, dont elle est le chef-lieu, dans l'État de Nouvelle-Galles du Sud.

## Géographie
Balranald est située dans la région de la Riverina au sud-ouest de la Nouvelle-Galles du Sud et arrosée principalement par le Murrumbidgee. Elle comprend un noyau urbain, traversé par la Sturt Highway, situé à 50 km au nord de la frontière avec l'État du Victoria et à 850 km au sud-ouest de Sydney, autour duquel s'étend un territoire de 5 062,6 km2.

## Histoire
Les premiers habitants de la région sont les Muthi Muthi.
Balranald doit son nom à la localité homonyme située sur l'île North Uist aux Hébrides en Écosse, dont était originaire le haut fonctionnaire George James McDonald qui proposa la création d'une ville à cet endroit en 1848. La fondation officielle date de 1851.
En 1882, Balranald devient une municipalité à une époque où sa population s'élève à environ 400 habitants et compte cinq magasins et six hôtels.
En 1956, la municipalité devient le comté de Balranald.

## Démographie
| 2006  | 2016  | 2021  |
| ----- | ----- | ----- |
| 1 301 | 1 343 | 1 240 |

Les Aborigènes représentent 11 % de la population de la localité.

## Transports
À partir de mars 1926, Balranald est reliée au chemin de fer de l'État de Victoria par une voie venant d'Echuca. La ligne est fermée en 1986 puis démontée.
Balranald possède un petit aéroport (code AITA : BZD).

## Économie
La ville vit de l'élevage des moutons, de l'exploitation du bois et de la fabrication du charbon de bois.